# 豐似站

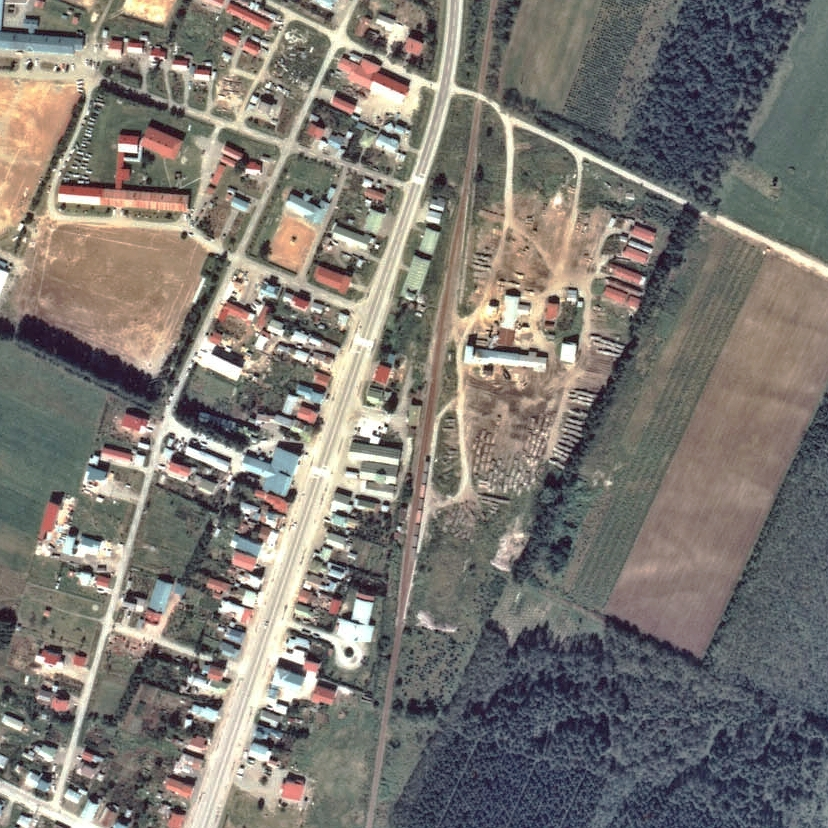
1977年的豐似站與方圓約500米範圍。下方為廣尾方向。

豐似站（日语：／ Toyoni eki */?）是位於北海道廣尾郡廣尾町字豐似，日本國有鐵道（國鐵）的廣尾線車站（廢站）。隨著廣尾線全線廢線，車站在1987年（昭和62年）2月2日廢除。

## 歷史
- 1932年（昭和7年）11月5日 - 國有鐵道廣尾線 大樹站至廣尾站之間開通（廣尾線全線開通），此站啟用[1]。當時為一般車站[1]。
- 1974年（昭和49年）12月15日 - 車站結束處理貨物和行李[2]。同時成為無人車站[3]。
- 1987年（昭和62年）2月2日 - 廣尾線全線廢除，此站也廢除[1]。

## 車站構造
截至車站廢除前，此站是地面車站，設有1面1線的單式月台。月台位於路軌西方（廣尾方向的列車會開啟右邊車門）。曾經此站設有2面2線的相對式月台，當時可進行列車交會。車站大樓對面的路軌在廢除交會設備後變成側線（截至1983年（昭和58年），月台已經被撤走）。本線靠近帶廣一方設有路軌分支，連接車站大樓北側的貨物月台（缺角式月台）和1條貨物側線。除了上述舊交會線外，靠近帶廣一方也設有路軌分支，連接另一條側線。
此站是無人車站。在有人車站時代還有車站大樓。車站大樓位於站內西邊，鄰接月台。

## 站名的由來
車站名稱取自所在地名。地名源自阿伊努語的「トイ・オ・イ」，其意思是「有土的地方」。當中的「土」是指阿伊努族食用的矽藻土。

## 使用狀況
在1981年度（昭和56年度），1日平均上下車人次為50人。

## 車站周邊
- 國道236號（廣尾國道[5]/天馬街道/野塚國道）
- 國道336號（日语：国道336号）（諾氏古菱齒象國道）[5]
- 北海道道238號更別幕別線[5]
- 豐似郵局
- 廣尾町立豐似中學
- 十勝巴士（日语：十勝バス）「豐似」巴士站

## 現況
截至1999年（平成11年），鐵路相關設施已經不存在，遺址變成荒野。截至2010年（平成22年）也是同樣。

## 相鄰車站
日本國有鐵道
廣尾線
石坂－豐似－野塚

## 注腳
1. 1 2 3 4 5  石野哲（編）. . JTB. 1998: 891. ISBN 978-4-533-02980-6 （日语）.
2. ↑  . 官報. 1974-12-12 （日语）.
3. ↑  . 鐵道公報 (日本國有鐵道總裁室文書課). 1974-12-12: 4 （日语）.
4. 1 2 3 4 5  書籍《国鉄全線各駅停車1 北海道690駅》（小學館，1983年7月發行）140頁。
5. 1 2 3  書籍《北海道道路地図 改訂版》（地勢堂，1980年3月發行）12頁。
6. ↑  書籍《鉄道廃線跡を歩くVI》（JTB出版，1999年3月發行）40頁。
7. ↑  書籍《新 鉄道廃線跡を歩く1 北海道・北東北編》（JTB出版，2010年4月發行）89頁。